# Sparksee
Sparksee  (anteriormente DEX) es una  base de datos orientada a grafos escrita en C++ que permite analizar grandes volúmenes de datos.
Su desarrollo empezó en el 2006 como un producto originado de la investigación de DAMA-UPC (grupo Data Management de la Universidad Politécnica de Catalunya (UPC), Barcelona). La primera versión estaba disponible en el tercer cuadrimestre del 2008. En marzo de 2010 nació la empresa Sparsity Technologies creada desde la  UPC para comercializar y dar servicios a las tecnologías desarrolladas en DAMA-UPC. 
En febrero de 2014 para la quinta versión de la base de datos, DEX cambia su nombre a Sparksee. Hay diversas versiones gratuitas de licencias para uso personal, de investigación o desarrollo. Hay una versión de prueba limitada a 1M de objetos está disponible para evaluación.

## Modelo de grafo[1]
Sparksee está basado en el modelo de base de datos orientada a grafos, que está caracterizado por cumplir 3 propiedades: les estructuras de los datos son grafos o estructuras similares a un grafo, la manipulación de los datos y las consultas se realizan con operaciones orientadas a grafo y existen restricciones para garantizar la integridad de los datos y de sus relaciones. 
Un grafo de Sparksee es un multigrafo dirigido etiquetado y con atributos. Está etiquetado porque tanto nodos como aristas pertenecen a tipos. El grafo es dirigido porque permite que existan tanto aristas dirigidas como no dirigidas. Nodos y aristas pueden tener tantos atributos como se desee. Finalmente también decimos que es un multigrafo porque permite que existan múltiples aristas entre dos nodos aunque éstas sean del mismo tipo.  
La principal característica de Sparksee es su capacidad de almacenamiento de datos y rendimiento, con órdenes de magnitud de miles de millones de nodos, aristas y atributos, gracias a una implementación con estructuras ligeras especializadas. 

## Detalles técnicos
- Lenguaje de programación: C++
- API: Java, .NET, C++, Python, Objective-C
- Compatibilidad con sistemas operativos: Windows, Linux, Mac OS, iOS, Android y BB10
- Persistencia: Disco
- Transacciones: ACID Soportado parcialmente
- Backup/Restore

### Otros
- D. Domínguez-Sal, P. Urbón-Bayes, A.Giménez-Vañó, S. Gómez-Villamor, N.Martínez-Bazán, J.L. Larriba-Pey. Survey of Graph Database Performance on the HPC Scalable Graph Analysis Benchmark. International Workshop on Graph Databases. July 2010.